# Accent Homes Mobile Home Park
Accent Homes Mobile Home Park es un área no incorporada ubicada en el condado de San Mateo en el estado estadounidense de California.

## Geografía
Accent Homes Mobile Home Park se encuentra ubicada en las coordenadas 37°25′48″N 122°25′49″O / 37.43000, -122.43028.